# Alavudenjärvi
Alavudenjärvi eller Kirkojärvi är en sjö i kommunen Alavo i landskapet Södra Österbotten i Finland. Sjön ligger 93,6 meter över havet. Den är 9,4 meter djup. Arean är 1,53 kvadratkilometer och strandlinjen är 8,69 kilometer lång. Sjön  ingår i Lappo å huvudavrinningsområde.   Den ligger omkring 45 kilometer sydöst om Seinäjoki och omkring 280 kilometer norr om Helsingfors. 
I sjön finns ön Tusansaari. Norr om Alavudenjärvi ligger Alavo centraltätort med Alavo kyrka. 